# NGC 2852
NGC 2852 је спирална галаксија у сазвежђу Рис која се налази на NGC листи објеката дубоког неба.
Деклинација објекта је + 40° 9' 52" а ректасцензија 9h 23m 14,5s. Привидна величина (магнитуда) објекта NGC 2852 износи 13,3 а фотографска магнитуда 14,2. Налази се на удаљености од 29,3000 милиона парсека од Сунца. NGC 2852 је још познат и под ознакама UGC 4986, MCG 7-19-65, CGCG 209-59, KCPG 199A, NPM1G +40.0185, PGC 26571.